# عادل ابراهیم اسماعیل
عادل ابراهیم اسماعیل (انگلیسی: Adel Ibrahim Ismail؛ زادهٔ ۲۸ مارس ۱۹۵۱) بازیکن بسکتبال اهل مصر بود.